# Posht Lor
Posht Lor (persiska: پشت لر) är en ort i Iran.   Den ligger i provinsen Kerman, i den sydöstra delen av landet, 1 000 km sydost om huvudstaden Teheran. Posht Lor ligger 651 meter över havet och antalet invånare är 992.
Terrängen runt Posht Lor är platt.Runt Posht Lor är det glesbefolkat, med 17 invånare per kvadratkilometer. Posht Lor är det största samhället i trakten. Trakten runt Posht Lor består till största delen av jordbruksmark.